# Pierre Félix Trezel
Pierre Félix Trezel, né à Paris le 16 juin 1782 où il est mort le 14 juin 1855, est un peintre néoclassique français.

## Biographie
Pierre Félix Trezel est l'élève d'Antoine Lemire (dit « le jeune ») et de Pierre-Paul Prud'hon. Il devient peintre d'histoire et de portraits.
Trezel expose au Salon de Paris à partir de 1806, un grand format inspiré de l'Antiquité, La Mort de Marc-Aurèle. Sa participation à cet évènement reste régulière jusqu'en 1852. En 1814, il y montre ses premiers portraits, qui deviennent prépondérant à partir de 1824 : cette année-là, il expose Les Âmes du Purgatoire, toile aujourd'hui conservée à la cathédrale Saint-Étienne de Toulouse.
Il participe en 1829 à l'expédition scientifique de Morée en Grèce. Membre de la section d'archéologie, avec son collègue le peintre Amaury-Duval, il participe aux premières fouilles jamais réalisées à Olympie, ainsi qu'à la découverte du temple de Zeus Olympien.
Durant le Salon de 1833, il expose trois peintures inspirées de son voyage en Grèce.
Entre 1827 et 1841, il réside au 1 rue des Maçons-Sorbonne à Paris, et son atelier est situé 20 rue Monsieur-le-Prince.
Il est nommé en mai 1839 chevalier de la Légion d'honneur.
Le Salon de 1855 lui rend hommage en exposant Alexandre le Grand tranchant le nœud gordien (Salon de 1812).
Sa Vénus au bain, ou l'Innocence, d'après Prud'hon, est conservée au musée des Ursulines de Mâcon. Son Portrait de Louis XVIII est au musée des beaux-arts de Rouen.

## Œuvre

### Collections publiques
- Gray, musée Baron-Martin : 
  - Portrait de Mlle Mayer, d'après Prud'hon, trois exemplaires, gravure sur papier, 5 x 4 cm ;
  - "A. D. Lanskoï" et "Catherine à l'amitié", d'après Prud'hon, gravure, 5 x 4 cm.

- Paris, Petit Palais :
  - Saint Laurent conduit au martyre [Esquisse pour l'église Saint-Laurent], huile sur toile, 41 x 48,5 cm, 1817.

- Versailles, château de Versailles :
  -  Odet de Foix, seigneur de Lautrec, galerie des maréchaux de France, huile sur toile, 214 x 140 cm, 1834.